# Margarita Araneta Forés
Margarita Araneta Forés (23 de març de 1959 - 11 de febrer de 2025) va ser una xef filipina que dirigia restaurants que serveixen varietats de cuina italiana. El 2016, va ser nomenada millor xef dona de l'Àsia a la llista The World's 50 Best Restaurants. Forés va treballar inicialment en restauració abans de posar en marxa la cadena Cibo, així com diversos restaurants.
El 2018, Forés va rebre l'Orde de l'Estrella d'Itàlia amb el rang de cavalleressa.